# دانیله داینو
دانیله داینو (انگلیسی: Daniele Daino؛ زادهٔ ۸ سپتامبر ۱۹۷۹) بازیکن فوتبال اهل ایتالیا است.
از باشگاه‌هایی که در آن بازی کرده‌است می‌توان به باشگاه فوتبال پروجا، باشگاه فوتبال دربی کانتی، باشگاه فوتبال مودنا، باشگاه فوتبال آلساندریا، باشگاه فوتبال آنکونا، باشگاه فوتبال بولونیا، باشگاه فوتبال آ.ث. میلان، و باشگاه فوتبال ناپولی اشاره کرد.
وی همچنین در تیم‌های ملی فوتبال بازی کرده‌است.